# Barbara Jordan (politica)
Barbara Jordan (Houston, 21 febbraio 1936 – Austin, 17 gennaio 1996) è stata un'avvocata e politica statunitense.
Militante nel Partito Democratico, fu la prima persona afroamericana eletta al Senato del Texas dopo la ricostruzione e la prima donna afroamericana del sud eletta alla Camera dei rappresentanti degli Stati Uniti. Era famosa per il suo notevole discorso di apertura della serie di udienze della Commissione Giustizia della Camera durante il processo di impeachment contro Richard Nixon, e come la prima persona afroamericana e la prima donna a tenere, nel 1976, un discorso alla Convenzione nazionale del Partito democratico. Le fu assegnata la medaglia presidenziale della libertà, oltre a numerose altre onorificenze. È stata membro del Consiglio dei Giurati dei Peabody Awards dal 1978 al 1980. È stata la prima donna afroamericana ad essere sepolta nel cimitero di stato del Texas. Il lavoro di Jordan come presidente della Commissione statunitense per la riforma dell'immigrazione, che propose di ridurre l'immigrazione legale di circa un terzo, è spesso citato dai sostenitori di una restrizione all'immigrazione negli Stati Uniti.

## Primi anni
Barbara Charline Jordan nacque a Houston, in Texas. L'infanzia di Jordan fu incentrata sulla vita di chiesa. Sua madre era Arlyne Patten Jordan, un'insegnante in chiesa, e suo padre era Benjamin Jordan, un predicatore battista. Da parte di madre, Jordan era la pronipote di Edward Patton, uno degli ultimi membri afroamericani della Camera dei rappresentanti del Texas prima della perdita dei diritti di voto dei texani neri a causa delle leggi Jim Crow. Barbara Jordan era la più giovane di tre figli, sua sorella si chiama Rose Mary Jordan McGowan e suo fratello Bennie Jordan Creswell (1933–2000). Jordan frequentò la Roberson Elementary School. Si diplomò alla Phillis Wheatley High School nel 1952 con il massimo dei voti.
Jordan attribuì a un discorso di Edith S. Sampson, ascoltato durante gli anni del liceo, l'ispirazione per diventare un avvocato. A causa della segregazione, non poté frequentare l'Università del Texas ad Austin e scelse invece la Texas Southern University, un'istituzione storicamente nera, laureandosi in scienze politiche e storia. Da studente alla Texas Southern University, Jordan partecipò a competizioni di eloquenza a livello nazionale, sconfiggendo avversari di Yale e Brown e pareggiando con l'Università di Harvard. Si laureò magna cum laude nel 1956. Si iscrisse poi alla Boston University School of Law, laureandosi nel 1959.
Jordan insegnò scienze politiche al Tuskegee Institute in Alabama per un anno. Nel 1960 tornò a Houston e avviò uno studio di diritto privato.

## Carriera politica
Jordan si candidò, senza successo, nel 1962 e nel 1964 per la Camera dei rappresentanti del Texas. Vinse invece l'elezione suppletiva al Senato del Texas nel 1966, diventando la prima donna afroamericana della storia a diventare senatrice del Texas, e la prima persona afroamericana dal 1883. Rieletta a un mandato completo al Senato del Texas nel 1968, rimase in carica fino al 1972. Fu la prima donna afroamericana a essere presidente pro tempore del senato statale e un giorno, il 10 giugno 1972, fu governatore ad interim del Texas. In questo modo, Jordan è l'unica donna afroamericana ad avere ricoperto l'incarico di governatore di uno stato. Durante il suo periodo nel senato del Texas, Jordan propose in proprio o con altri circa 70 progetti di legge.

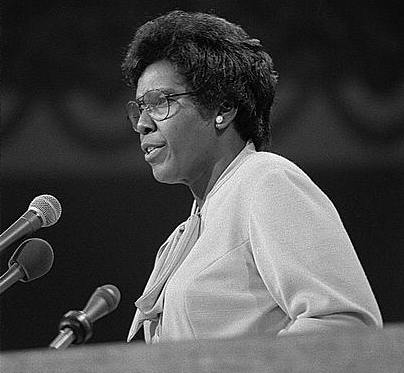
Barbara Jordan durante il discorso programmatico alla Convenzione Nazionale Democratica del 1976

Nel 1972 fu eletta alla Camera dei rappresentanti degli Stati Uniti, la prima donna eletta di diritto a rappresentare il Texas alla Camera. Fu molto appoggiata dall'ex presidente Lyndon B. Johnson, che l'aiutò a ottenere una posizione nella Commissione Giustizia della Camera. Nel 1974 tenne un notevole discorso, trasmesso anche in televisione, di fronte alla Commissione Giustizia a sostegno dell'impeachment del presidente Richard Nixon, successore di Johnson alla presidenza. Nel 1975 fu nominata da Carl Albert, allora presidente della Camera dei rappresentanti degli Stati Uniti, al Comitato direttivo e politico del Partito democratico.
Nel 1976 Jordan, che voci indicavano come la possibile candidata alla vicepresidenza di Jimmy Carter alle successive elezioni presidenziali, divenne invece la prima donna afroamericana a tenere un discorso alla Convenzione Nazionale Democratica. Nonostante non fosse candidata, Jordan ricevette il voto di uno dei circa tremila delegati per la presidenza degli Stati Uniti.
Jordan si ritirò dalla politica nel 1979 e divenne professore a contratto, insegnando etica presso la scuola di Affari Pubblici, intitolata a Lyndon B. Johnson, dell'Università del Texas ad Austin. Alla Convenzione nazionale democratica del 1992 tenne nuovamente uno dei discorsi più memorabili.
Nel 1994 Bill Clinton le conferì la Medaglia presidenziale della libertà, e la NAACP le attribuì la medaglia Spingarn. Ricevette molti riconoscimenti e le furono conferite più di 20 lauree honoris causa da istituzioni di tutto il paese, tra cui Harvard e Princeton, e fu eletta sia nella Hall of Fame del Texas sia in quella delle donne a livello nazionale.

### Dichiarazione sugli elementi di impeachment

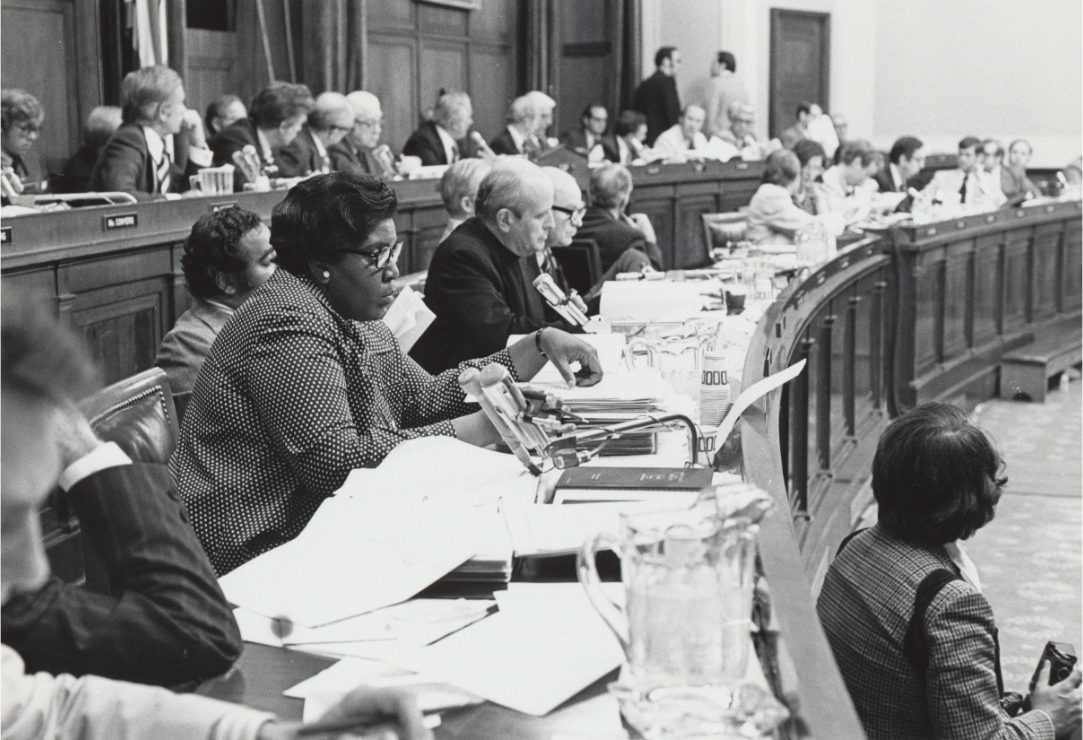
La deputata Barbara Jordan (a sinistra) divenne nota a livello nazionale per la sua eloquenza durante le udienze della Commissione Giustizia sull'impeachment.

Il 25 luglio 1974 Jordan pronunciò un discorso, trasmesso in televisione, di 15 minuti davanti ai membri della Commissione Giustizia della Camera degli Stati Uniti. Era il discorso di apertura della serie di udienze che costituivano il processo di impeachment contro Richard Nixon. È da alcuni ritenuto uno dei più grandi discorsi della storia degli Stati Uniti del XX secolo. Durante la sua orazione, Jordan difese con fermezza la Costituzione degli Stati Uniti. Sostenne la necessità del sistema di controlli ed equilibri, che era stato istituito per impedire a qualsiasi politico di abusare del proprio potere. Jordan non disse mai detto apertamente che Nixon dovesse essere messo sotto accusa, ma fece intendere le proprie convinzioni in modo sottile. Descrisse semplicemente fatti che dimostravano che Nixon non era degno di fiducia ed era pesantemente coinvolto in atti illegali, e citò gli estensori della Costituzione per sostenere che azioni come quella di Nixon durante lo scandalo corrispondevano a quello che essi intendevano per reati punibili con l'impeachment. Affermò con veemenza che lo scandalo del Watergate avrebbe minato per sempre la fiducia che i cittadini riponevano nel loro governo. Queste dichiarazioni potenti e memorabili le guadagnarono elogi in tutta la nazione, per la sua eloquenza, senso morale e saggezza.

### Attività legislativa
Jordan sostenne il Community Reinvestment Act del 1977, una legge che richiedeva alle banche di rendere disponibili prestiti e servizi ai poveri e alle minoranze svantaggiate. Fu a favore di un aggiornamento della legge sui diritti al voto del 1965 e l'estensione di tale legge per tutelare le minoranze linguistiche; poiché questo si applicava specialmente agli ispanici in Texas, fu osteggiata dal governatore del Texas Dolph Briscoe e dal suo segretario di Stato Mark White. Fu anche l'autrice di una legge che pose fine all'autorizzazione federale alla fissazione dei prezzi da parte dei produttori. Durante il suo mandato come membro del Congresso, Jordan firmò o co-firmò oltre 300 progetti di legge o risoluzioni, molti dei quali sono ancora in vigore oggi come legge.

### Commissione statunitense sulla riforma dell'immigrazione
Dal 1994 fino alla sua morte, Jordan presiedette la Commissione statunitense sulla riforma dell'immigrazione. La commissione propose che l'immigrazione totale fosse ridotta di un terzo, a circa 550 000 ingressi all'anno. La commissione sostenne una maggiore severità nei confronti dei migranti senza documenti e dei loro datori di lavoro, eliminando le agevolazioni sui visti per fratelli e figli adulti di cittadini statunitensi e ponendo fine all'immigrazione non qualificata, ad eccezione dei rifugiati e dei nuclei famigliari ristretti. Il rapporto della Commissione al Congresso affermava che era "un diritto e una responsabilità di una società democratica gestire l'immigrazione in modo che serva l'interesse nazionale", e concluse che "l'immigrazione legale ha rafforzato e può continuare a rafforzare questo paese" e "condannò ostilità e discriminazione nei confronti degli immigrati come antitetici alle tradizioni e agli interessi del Paese". La commissione propose che il numero di rifugiati ammessi ogni anno negli Stati Uniti fosse ridotto a un limite di 50.000 (questo livello sarebbe innalzato durante le emergenze).

## Vita privata
Fedele amica di Jordan per circa vent'anni fu Nancy Earl, una psicologa dell'educazione; si incontrarono durante un viaggio in campeggio alla fine degli anni '60. Earl fu anche occasionalmente l'autrice di discorsi per Jordan, e in seguito se ne prese cura quando questa iniziò a soffrire di sclerosi multipla nel 1973. Vi furono molte ipotesi sulla sessualità di Jordan e sulla natura della sua relazione con Earl, ma non risulta che né Jordan né Earl ne abbiano mai fatto riferimento in pubblico o condiviso con altri.
Nel documentario radiofonico della KUT-FM Rediscovering Barbara Jordan, il presidente Bill Clinton affermò che avrebbe voluto nominare Jordan alla Corte suprema degli Stati Uniti, ma quando gli si presentò l'occasione, i problemi di salute di Jordan ne impedirono la nomina. Jordan in seguito soffrì anche di leucemia.
Il 31 luglio 1988 Jordan rischiò di annegare nella piscina del suo giardino mentre vi faceva fisioterapia, ma fu salvata da Earl, che la trovò che galleggiava nella piscina e la rianimò.
Jordan morì all'età di 59 anni, per complicazioni di polmonite, il 17 gennaio 1996 ad Austin.

## Riconoscimenti
- 1984: introduzione nella Texas Women's Hall of Fame
- 1990: introduzione nella National Women's Hall of Fame
- 1992: medaglia Spingarn dalla NAACP[30]
- 1993: premio Elizabeth Blackwell delle università Hobart e William Smith Colleges
- 1994: medaglia presidenziale della libertà
- 1995: seconda donna vincitrice del premio Sylvanus Thayer dell'Accademia militare degli Stati Uniti[31]
- Il suo discorso programmatico alla Convenzione Nazionale Democratica del 1976, il primo discorso di apertura di un congresso importante mai tenuto da una donna e il primo da un afroamericano, è stato elencato al quinto posto nei 100 migliori discorsi del 20º secolo di American Rhetoric (elencati per grado).[32]
- Al 13º posto della stessa classifica si trova il suo discorso del 1974 sugli elementi per l'impeachment (riguardante il presidente Richard Nixon).[32][33]

### Dediche in Texas
Il terminal principale dell'Aeroporto Internazionale di Austin-Bergstrom è dedicato a Jordan. L'aeroporto ospita anche una statua di Barbara Jordan dell'artista Bruce Wolfe.
Un viale nel centro di Austin è intitolato a Jordan. Diverse scuole portano il suo nome, comprese scuole elementari a Dallas, Odessa e Austin, Barbara Jordan Early College Prep School, una scuola media a Cibolo, una scuola superiore a Houston e l'Istituto Barbara Jordan per la Ricerca Politica presso la sua università, la Texas Southern. La Kaiser Family Foundation gestisce attualmente il programma Barbara Jordan Health Policy Scholars, con tirocini dotati di borse di studio destinati a persone di colore che siano studenti universitari di qualsiasi anno e neolaureati, come esperienza estiva lavorando in un ufficio del Congresso. Un parco a Needville è dedicato a Barbara Jordan.

### Dediche nel Missouri
Una scuola elementare nel distretto scolastico di University City è dedicato a lei.

### Altri riconoscimenti
Nel 2000 fu creata la Jordan/Rustin Coalition (JRC), in onore di Jordan e Bayard Rustin, leader nel movimento per i diritti civili e stretto collaboratore di Martin Luther King Jr. L'organizzazione ha mobilitato afroamericani gay e lesbiche per aiutare l'adozione della legge sull'equiparazione del matrimonio nello stato della California. Secondo il suo sito web, "la missione [del JRC] è di essere di sostegno alle persone nere omosessuali, persone e famiglie lesbiche, gay, bisessuali e transgender nella Grande Los Angeles, di promuovere la parità dei diritti matrimoniali e di richiedere un trattamento equo di tutti senza riguardo a razza, orientamento sessuale, identità di genere o espressione di genere".
Il 27 marzo 2000 uno spettacolo basato sulla vita di Jordan è stato presentato per la prima volta al Victory Garden Theatre di Chicago.
Il 24 aprile 2009 vi fu la cerimonia di scoprimento di una statua di Barbara Jordan all'Università del Texas ad Austin, dove Jordan insegnava al momento della morte. La campagna per la statua di Barbara Jordan fu pagata da un aumento delle tasse studentesche approvato dal Consiglio dei reggenti dell'Università del Texas.
Nel 2011 l'attore e drammaturgo Jade Esteban Estrada rappresentò Jordan nella commedia musicale solista ICONS: The Lesbian and Gay History of the World, Vol. 5 che include la canzone "Nancy's Eyes" cantata dal personaggio di Jordan con musica e testi di Estrada.
Nel 2011 è stato emesso con il suo nome un francobollo speciale della serie "Forever Stamp". È il 34° francobollo della serie di francobolli statunitensi dedicati alla cultura nera.